# Chironia arenaria
Chironia arenaria là một loài thực vật có hoa trong họ Long đởm. Loài này được E.Mey. mô tả khoa học đầu tiên năm 1838.